# Paul Howe
Paul Anthony Howe (* 8. Januar 1965 in Singapur) ist ein ehemaliger britischer Schwimmer. Bei den Olympischen Spielen 1984 in Los Angeles gewann er eine Bronzemedaille mit der britischen 4-mal-200-Meter-Freistilstaffel.

## Karriere
Bei den Olympischen Spielen in Los Angeles schwamm die 4-mal-200-Meter-Freistilstaffel mit Neil Cochran, Paul Easter, Paul Howe und Andrew Astbury im Vorlauf die drittbeste Zeit hinter den Staffeln aus den Vereinigten Staaten und aus der Bundesrepublik Deutschland. Im Finale schlug die US-Staffel 0,04 Sekunden vor den Deutschen an, wobei beide Staffeln den alten Weltrekord unterboten. Die britische Staffel erreichte das Ziel neun Sekunden nach den beiden Teams und gewann die Bronzemedaille vor den Australiern. Über 400 Meter Freistil schied Howe als 25. der Vorläufe aus.
1986 bei den Commonwealth Games in Edinburgh wurde Howe Achter über 200 Meter Freistil. Die englische 4-mal-200-Meter-Freistilstaffel mit John Davey, Jonathan Broughton, Kevin Boyd und Paul Howe gewann die Bronzemedaille hinter den Australiern und den Kanadiern. Bei den Schwimmweltmeisterschaften 1986 in Madrid verfehlte Howe mit der 4-mal-200-Meter-Freistilstaffel den Finaleinzug.
1987 gewann Howe bei der Universiade in Zagreb die Bronzemedaille mit der 4-mal-200-Meter-Freistilstaffel. 1988 nahm Howe in Seoul zum zweiten Mal an Olympischen Spielen teil. Über 200 Meter Freistil wurde er als letzter des B-Finales 16., war aber bester Brite. Die britische 4-mal-200-Meter-Freistilstaffel mit Kevin Boyd, Paul Howe, Jonathan Broughton und Roland Lee verpasste als Vorlaufneunte den Finaleinzug um über drei Sekunden.
Bei den Commonwealth Games 1990 in Auckland wurde Howe Sechster über 200 Meter Freistil und Vierter mit der englischen 4-mal-200-Meter-Freistilstaffel. 1991 bei den Europameisterschaften in Athen belegten Paul Howe, John Davey, Andrew Clayton und Steven Mellor den siebten Platz in der 4-mal-200-Meter-Staffel.
Bei seiner dritten Olympiateilnahme 1992 in Barcelona schied Howe über 100 Meter Freistil als 24. der Vorläufe aus. Über 200 Meter Freistil erreichte er das B-Finale und schwamm in der Gesamtwertung auf den 13. Rang. Die britische 4-mal-200-Meter-Freisilstaffel mit Paul Palmer, Steven Mellor, Stephen Akers und Paul Howe wurde Sechste. Zwei Tage danach erreichte die 4-100-Meter-Freistilstaffel mit Roland Lee, Mark Foster, Mike Fibbens und Paul Howe den siebten Platz.
Paul Howe schwamm für die Millfield School, die Arizona State University und den Birmingham Swimming Club.